# Gossip Girl – Ist es nicht schön, gemein zu sein?
Gossip Girl – Ist es nicht schön, gemein zu sein? ist der erste Teil der 18-teiligen Jugendromanreihe der US-amerikanischen Autorin Cecily von Ziegesar. Erstmals erschien das Buch am 1. Januar 2002 bei der Hachette Book Group USA als Taschenbuch, die deutschsprachige Übersetzung erschien 2003 bei cbt. Übersetzt wurde der Roman von Katarina Ganslandt. Vom 19. September 2007 bis zum 17. Dezember 2012 war auf dem Network The CW die Jugendserie Gossip Girl zu sehen, welche auf dieser Buchreihe basiert.
Der Jugendroman handelt von privilegierten Jugendlichen der Upper East Side in New York sowie deren sexuellen Eskapaden, Drogenmissbrauch und anderen gesellschaftskritischen Themen.

## Inhalt
Der Jugendroman handelt von jugendlichen Protagonisten, welche in der New Yorker Upper East Side leben. Deren Handlungen sowie Privatleben und Gerüchte werden von einer unbekannten New Yorker Bloggerin namens „Gossip Girl“ kommentiert und berichtet. Die wichtigsten Themen des Romans sind familiäre Konflikte, der Konflikt zwischen arm und reich sowie Freundschaft, Liebe, Drogenmissbrauch, Intrigen, Eifersucht und Essstörungen. Hauptpersonen sind Serena van der Woodsen, welche durch ihre Rückkehr aus dem Internat für Schlagzeilen sorgt. Dadurch gerät die scheinbar perfekte Welt ihrer ehemals besten Freundin Blair Waldorf ins Wanken. Zu ihrem Freundeskreis gehören ebenfalls Nathaniel Archibald, der Langzeitfreund von Blair, welcher heimlich in Serena verliebt ist sowie Charles Bass. Das Ambivalent zu den privilegierten Jugendlichen sind die Geschwister Daniel und Jennifer Humphrey, welche durch verzwickte Ereignisse in die Welt der Reichen und Schönen finden.
Der Roman beginnt mit einem Blogeintrag von Gossip Girl, welcher den Leser über den Alltag der Protagonisten aufklärt und dass Serena van der Woodsen nach einem einjährigen Aufenthalt im Internat wieder in New York gesichtet wurde. Zeitgleich gibt Eleanor Waldorf, die Mutter von Blair, eine Dinnerparty. Dies ist die erste Dinnerparty nach der Scheidung von Eleanor und Blairs Vater. Blairs Mutter gibt diese Party mit ihrem neuen Partner, Cyrus Rose, den Blair offensichtlich nicht leiden kann, da er ihrer Meinung nach „ein extrem nervtötender, fetter Loser“ ist. Eingeladen sind unter anderem die Familien Bass, Coates, Farkas, Archibald und van der Woodsen, diese allerdings ohne Kinder, da ihr Sohn Erik studiert und Tochter Serena sich im Internat befindet. Blair möchte an diesem Abend ihr erstes Mal mit Nate verbringen, der sich allerdings abweisend verhält, als er erfährt, dass Serena nun doch auf der Party erscheint. Serena wird von allen überschwänglich begrüßt, außer von Blair. Diese wurde durch Serenas Abwesenheit zum angesagtesten Mädchen der Schule und sieht ihre Stellung durch Serenas Rückkehr in Gefahr. So beginnt sie, Gerüchte über Serena zu verbreiten, um ihre Stellung als It-Girl aufrechtzuerhalten. Durch ein Gespräch zwischen Nate und Serena wird dem Leser bewusst, dass die beiden vor Serenas Aufenthalt im Internat eine gemeinsame Nacht verbracht haben. Zu diesem Zeitpunkt war Nate bereits in einer Beziehung mit Blair. Nate bittet Serena weiterhin um Stillschweigen, um seine Beziehung zu Blair nicht zu gefährden. Dennoch scheint er starke Gefühle für Serena zu haben.
Am nächsten Tag beginnt der Unterricht an der Constance-Billard Schule für Mädchen wieder. Der Tag beginnt mit einer Rede der Direktorin in der Aula. Hier fällt den Mädchen auf, dass Serena zu spät ist. Dies sorgt für weitere Gerüchte, die Blair und ihre Freundinnen Isabel und Kati anfachen. Selbst als Serena erscheint lassen die Gerüchte nicht nach. Jenny, eine Schülerin der neunten Klasse, bekommt diese zu Ohren. Sie erzählt ihrem Bruder, Dan, unverzüglich diese Neuigkeiten, da sie weiß, dass ihr Bruder für Serena schwärmt.
Vanessa, welche ebenfalls die Constance-Billard Schule besucht und Dans beste Freundin ist, plant für den Filmunterricht ein Projekt. Dazu möchte sie Krieg und Frieden mit eigenem Drehbuch verfilmen. Die männliche Hauptrolle soll Dan übernehmen. Für ihre weibliche Hauptrolle veranstaltet sie ein Casting im Central Park, an dem Serena teilnimmt. Als Vanessa merkt, mit wie viel Emotionen die beiden ihre Rollen spielen, wird ihr klar, dass Serena in Dan verliebt ist. Aus Eifersucht gibt Vanessa die weibliche Hauptrolle nicht Serena, sondern einer anderen Schülerin, die nicht annähernd so gut war wie Serena. Dan allerdings, von Serena fasziniert, merkt, dass er Gefühle für sie entwickelt.
Als Nate und Blair erneut versuchen, ihre erste gemeinsame Nacht miteinander zu verbringen, kann Nate den Schein nicht länger wahren. Er gesteht Blair seine Nacht mit Serena und dass er Gefühle für Serena hat. Blair, welche zutiefst enttäuscht ist, trennt sich von Nate und schmeißt ihn raus. Nach einigen Irrungen und Wirrungen versöhnen sich die beiden auf der „Kiss on the Lips“-Party wieder unter der Bedingung, dass Nate den Kontakt zu Serena abbricht.
Serena verbringt diesen Abend mit Dan und Vanessa in einer Bar in Williamsburg, da Vanessas Schwester Ruby dort einen Auftritt mit ihrer Band hat. Dans kleine Schwester befindet sich derweil ebenfalls auf der „Kiss on the Lips“-Party, wo sie von Chuck Bass sexuell belästigt. In einem unbeobachteten Moment erreicht sie Dan telefonisch und bittet ihn um Hilfe. Gerade noch rechtzeitig können Serena und Dan verhindern, dass Chuck Jenny vergewaltigt.

## Figuren

### Hauptfiguren

#### Serena van der Woodsen
Serena van der Woodsen ist das It-Girl der Upper East Side. Sie ist die Tochter von Mr. van der Woodsen und Mrs. van der Woodsen. Beide Elternteile sind namentlich nicht bekannt. Sie hat einen zwei Jahre älteren Bruder namens Erik, welcher bereits studiert. Serena wird als groß, blond, dünn und sagenhaft selbstsicher beschrieben. Sie ist hilfsbereit und offen sowie lebensfroh. Zu Beginn des Buches kehrt Serena nach einem Jahr aus dem Internat, der Hanover Academy, zurück. Bevor Serena vor einem Jahr in das Internat ging, hatte sie Sex mit Nate, dem Freund ihrer damals besten Freundin. Sie scheint Gefühle für ihn entwickelt zu haben, unterdrückt diese aber meistens.

#### Blair Waldorf
Blair Waldorf ist die Tochter eines angesehenen Geschäftsmannes und einer berühmten Modedesignerin, Eleanor Waldorf. Ihr Stiefvater ist ein Anwalt, Cyrus Rose. Blair hat einen jüngeren Bruder namens Tyler. Blair wird als ehrgeiziges, verantwortungsbewusstes Mädchen mit braunen Haaren beschrieben. Dennoch wirkt sie verspielt und äußerst romantisch. Zu Beginn des Romanes befindet sie sich in einer Langzeitbeziehung mit Nate Archibald, welcher allerdings in ihre beste Freundin, Serena van der Woodsen, verliebt ist. Aufgrund dessen sieht sie sich in einem Konkurrenzkampf mit Serena, welche ihrer Meinung nach alles bekommt. Sie versucht mehrmals, aus Serenas Schatten hervorzutreten. Sie scheut nicht davor zurück, dreckige Tricks zu benutzen, um ihren Willen zu bekommen und ist deshalb vor allem durch Gossip Girl für ihre Intrigen bekannt. Ihre besten Freundinnen in der Constance-Billard-Schule sind Isabel Coates und Kati Farkas. In den ersten Kapiteln wird dem Leser bewusst, dass Blair seit längerer Zeit unter Bulimie leidet.

#### Charles Bass
Charles „Chuck“  Bass ist der Sohn von Bartholomew Bass und Misty Bass. Er hat einen jüngeren Bruder namens Donald. Er wird als gutaussehend und Lebemann beschrieben. Unter anderem hat er bereits für britisches Rasierwasser gemodelt. Chuck besucht die Riverside-Knabenschule und besucht denselben Jahrgang wie Daniel Humphrey. Außerdem befindet er sich in einer On-Off-Beziehung zu Blair Waldorf, da sich aber beide schwer tun, ihre Gefühle zu offenbaren, ziehen sie immer wieder ihre Freunde in den Rosenkrieg. Gossip Girl

#### Nathaniel Archibald
Nathaniel „Nate“ Archibald ist der Sohn von Kapitän und Mrs. Archibald, einer Französin. Er hat keine Geschwister. Er wird von seiner Familie und seinen Freunden „Nate“ genannt. Er ist seit einem Jahr in einer Beziehung mit Blair Waldorf, aber heimlich in Serena van der Woodsen verliebt. Zu Beginn erfährt man, dass er sein erstes Mal mit Serena hatte, bevor diese ins Internat ging. Zu diesem Zeitpunkt war er bereits mit Blair in einer Beziehung.

#### Daniel Humphrey
Daniel „Dan“ Humphrey ist der Sohn von Rufus Humphrey. Seine Mutter ist namentlich nicht bekannt. Er hat eine kleine Schwester namens Jenny. Von seiner Familie wird er „Dan“ genannt. Dan besucht die Riverside-Schule. In seinem Jahrgang befindet sich unter anderem auch Chuck Bass. Dan wird als Außenseiter und Einzelgänger beschrieben, hauptsächlich liest er oder schreibt Gedichte. Außerdem wird in einzelnen Kapiteln beschrieben, wie er raucht. Unter anderem ist er Protagonist in Vanessa's Filmprojekt. Dan schwärmt für Serena, hat allerdings das Gefühl, sie würde ihn nicht bemerken, da beide aus unterschiedlichen Schichten stammen.

### Nebenfiguren

#### Jenny Humphrey
Jennifer „Jenny“ Humphrey ist die Tochter von Rufus. Ihre Mutter ist namentlich nicht bekannt. Ihr großer Bruder ist Daniel, genannt Dan. Sie wird von ihrer Familie „Jen“ genannt. Jenny geht in die neunte Klasse der Constance-Billard-Schule.

#### Vanessa Abrams
Vanessa Abrams ist die Tochter zweier Künstler. Sie lebt gemeinsam mit ihrer älteren Schwester Ruby in Williamsburg, Brooklyn. Vanessa trägt einen kahl geschorenen Kopf, kleidet sich ausschließlich mit schwarzem Rollkragenpullover und liest ständig Tolstois „Krieg und Frieden“. Sie wird als Einzelgänger und Außenseiter beschrieben. Sie besucht wie die anderen Mädchen die Constance-Billard-Schule, hat dort allerdings keine beziehungsweise kaum Freunde.

#### Rufus Humphrey
Rufus Humphrey ist der Vater von Daniel und Jenny. Rufus wird als gesellschaftskritisch beschrieben, er scheint die privilegierten Bewohner der Upper East Side zu verachten. Dies lässt sich damit begründen, dass seine Exfrau ihn für einen Graf oder Fürst aus Prag verlassen hat.

#### Eleanor Waldorf
Eleanor Waldorf ist Blairs und Tylers Mutter. Sie ist eine bekannte Modedesignerin. Eleanor hat sich im vergangenen Jahr von Blairs und Tylers Vater scheiden lassen, da dieser im letzten Jahr mit einem anderen Mann nach Frankreich abgehauen ist. Derzeit befindet sie sich in einer neuen Beziehung mit Cyrus Rose.

## Rezensionen
Die Rezensionen über das Buch waren größtenteils sehr positiv. Die Süddeutsche Zeitung schrieb „…die Autorin schreibt so treffend und desillusioniert über den High-Society-Nachwuchs, dass es zumindest den erwachsenen Leser genauso gruselt wie amüsiert“.